# Робоча пам'ять
Робоча пам'ять — ядро виконавчих функцій, когнітивна система з обмеженою пропускною спроможністю, яка забезпечує обробку та маніпулювання інформацією. Робоча пам'ять відіграє важливу роль при розмірковуваннях та керуванні прийняттям рішень і поведінкою. Робоча пам'ять часто застосовується як синонім короткочасної пам'яті, але нейропсихологи вважають, що це дві різні форми пам'яті, оскільки вони виникають у різних нейронних підсистемах префронтальної кори. Робоча пам'ять є короткостроковим сховищем, де відбуваються операції та процеси з короткочасної пам’яті, й у той же час працює з деякими елементами з довготривалої пам’яті. Натомість короткочасна пам'ять відіграє роль тільки в короткочасному утримуванні інформації і не спричинює маніпулювання або організацію матеріалів, що зберігаються в довготривалій пам'яті. Робоча пам'ять також розвивається пізніше і в більш повільному темпі, ніж короткочасна пам'ять.
Модель багатокомпонентної робочої пам'яті виділяє підсистеми, які зберігають і обробляють візуальні образи або вербальну інформацію, а також центрального виконавця, який координує підсистеми. РП здійснює активне ведення інформації короткочасного зберігання, з урахуванням актуальних елементів довгострокової пам’яті, та зберігання інформації в пам'яті, але також працює протягом обмеженого періоду часу.
Робоча пам'ять має важливе значення для навігації нейронними мережами при вирішенні складних когнітивних завдань, як-то розуміння, навчання та розмірковування. Робоча пам'ять, категоризація, зорове судження та міркування розглядаються як сфери, пов'язані з організацією структур обробки інформації. Робоча пам'ять відіграє роль наглядача, наприклад, за маніпулюванням інформацією або поведінкою, в межах виконання цілеспрямованих дій в умовах заважаючих процесів і відволікаючих чинників. Когнітивні процеси, необхідні для виконання завдань, включають в себе виконавчі функції, увагу і контроль короткочасної пам'яті, яка дозволяє тимчасову інтеграцію, обробку, видалення і витягання інформації. Ці процеси чутливі до віку: робоча пам'ять пов'язана з когнітивним розвитком, і дослідження показують, що його здатність має тенденцію до зниження з віком. Робоча пам'ять є першорядним теоретичним поняттям для когнітивної психології та нейробіології.

## Історія
Термін «робоча пам'ять» був запропонований Міллером, Галантером і Прибрамом, і був використаний в 1960-ті роки в контексті теорій, які прирівнювали розум до комп'ютера. У 1968 році Аткінсон і Шіффрін використовували цей термін для опису їх «короткострокового магазину». Те, що ми зараз називаємо робочою пам'яттю, раніше називали по-різному: «короткостроковим сховищем», або короткочасною, первинною, оперативною пам'яттю. Короткочасна пам'ять має здатність утримувати інформацію протягом короткого періоду (протягом декількох секунд). Більшість теоретиків сьогодні використовують концепцію робочої пам'яті, щоб замінити або включити стару концепцію короткочасної пам'яті, роблячи більший акцент на понятті маніпулювання інформацією, а не пасивного обслуговування.
Найбільш рання згадка про експерименти з нейробіологічних основ робочої пам'яті з'явилися більш ніж 100 років тому, в описі Гітцигом та Фер'є експериментів з видаленням префронтальної кори (ПФК); вони дійшли висновку, що лобова кора головного мозку важлива саме когнітивних, а не сенсорних процесів. У 1935 і 1936 роках Карлайл Якобсен і його колеги були першими, хто показав згубний вплив префронтальної абляції на сповільнення реакцій. 

## Модель робочої пам'яті
На думку Алана Бедделі, робоча пам'ять є частиною довготривалої пам'яті і включає в себе короткочасну пам'ять. Робоча пам'ять містить лише ту інформацію з довготривалої пам'яті, яка знаходиться в активній обробці. У робочій пам'яті знаходяться зорово-просторовий ескіз, фонологічна петля, центральний виконавець, який координує когнітивні процеси (що зв'язує інформацію, яка надходить з різноманітних джерел, скеровує увагу), епізодичний буфер та інші підсистеми.

## Ємність
Робоча пам'ять, як правило, має обмежені можливості. Найбільш рання кількісна оцінка межі потужності, пов'язана з короткочасною пам'яттю і мала «магічне число сім», запропоноване Міллером в 1956 році. Він стверджував, що здатність обробки інформації молодих та дорослих становить близько семи одночасних елементів, які він назвав «шматки», незалежно від того, цифри, букви, слова або інші одиниці. Пізніші дослідження показали, що це число залежить від категорії (наприклад, термін може бути близько семи цифр, шести листів, і п'яти слів). Загалом тривалість пам'яті словесного вмісту (цифр, букв, слів тощо) істотно залежить від часу, який потрібен, щоб проговорити вголос зміст (зміст, або слова, відомі людині або невідомі).
Проте, Коуен запропонував, що робоча пам'ять має ємність близько чотирьох шматків в молодих та дорослих (менше у дітей і літніх людей). Тоді як більшість дорослих може повторити близько семи цифр у правильному порядку, а деякі люди показали вражаючі здібності, вони могли запам'ятати до 80 цифр. Це можливо за рахунок широкої підготовки стратегії кодування, за допомогою яких цифри в списку згруповані (як правило, в групах від трьох до п'яти), і ці групи кодуються як єдине ціле (шматок). Для цього, щоб домогтися успіху, учасники мають бути в змозі розпізнавати групи.
Робочий об'єм пам'яті, як правило, розглядається як стабільна ознака людини і значною мірою залежить від генетичного складу. Ємність робочої пам'яті також залежить від таких факторів, як ситуаційний стрес або тривога, які можуть пригнічувати досягнення. Крім того, важливо відзначити, що ємність робочої пам'яті, як правило, збільшується з віком.